# 내일을 위한 길
《내일을 위한 길》(Make Way For Tomorrow)은 미국에서 제작된 레오 맥캐리 감독의 1937년 드라마, 멜로/로맨스 영화이다. 빅터 무어 등이 주연으로 출연하였고 레오 맥커리 등이 제작에 참여하였다.

## 출연

### 주연
- 빅터 무어
- 벨루아 본디

### 조연
- 페이 베인터
- 토마스 밋첼
- 포터 홀
- 바바라 리드
- 모리스 모스코비치
- 엘리자베스 리스던
- 미나 곰벨
- 레이 메이어
- 랠프 렘리
- 루이스 베버스
- 루이스 진 헤이트
- 진 모건
- 그랜빌 베이츠
- 윌리엄 베그
- 퍼리키 보로스
- 돈 브로디
- 랠프 브룩스
- 토미 부프
- 바비 캘드웰
- 에델 클레이턴
- 헬렌 딕슨
- 엘렌 드류
- 바이론 폴거
- 제시 그레이브스
- 델 헨더슨
- 밋첼 잉그래엄
- 앨리스 키팅
- 도로시 로이드
- 닉 루캐츠
- 레오 맥커리
- 키티 맥휴
- 하워드 M. 밋첼
- 루이스 나데오
- 리처드 닐
- 윌리엄 뉴웰
- 조셉 노스
- 조지 오퍼맨 주니어
- 데니스 오키프
- 시릴 링
- 로널드 R. 론델
- 프란시스 세일즈
- 루이즈 사이덜
- 필립스 스몰리
- 폴 스탠턴
- 버나드 수스
- 루스 워렌
- 글로리아 윌리엄스

## 기타
- 원작자: 조세핀 로렌스
- 원작자: 헬렌 리어리
- 원작자: 놀란 리어리
- 원작자: 레오 로빈
- 세트: A.E. 프류드맨